# Sant Esteve d'Estoer
Sant Esteve d'Estoer és l'actual església parroquial, d'origen romànic, del poble d'Estoer, a la comarca del Conflent, de la Catalunya del Nord.
És al centre de la cellera primigènia del poble d'Estoer, cellera que es conserva quasi sencera.

## Història

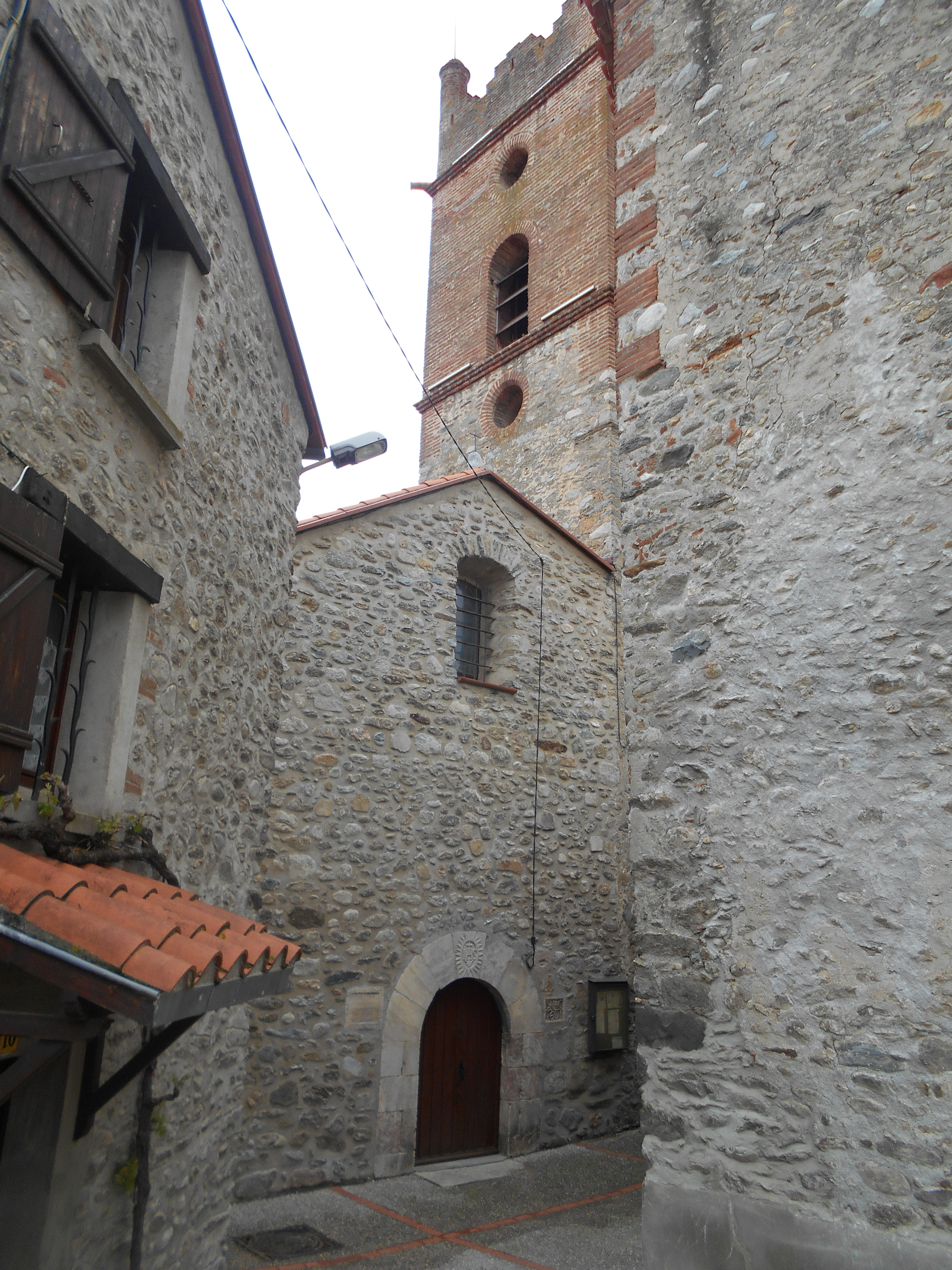
Sant Esteve d'Estoer. Porta principal, al sud

Del 879 és la primera documentació de l'església de Sant Esteve d'Estoer: s'hi celebraren els juraments per a la reconstrucció de les actes del monestir d'Eixalada, els títols del qual s'havien perdut l'any anterior en uns formidables aiguats que arrasaren tot el lloc on era aquell monestir. El 1025 aquesta església tornava a ser l'escenari d'un altre acte important: l'obertura i atestació del testament de la vescomtessa Guisla, esposa del vescomte Bernat I de Conflent, mare del bisbe d'Urgell Ermengol i del vescomte Arnau de Conflent. Aquesta església, a més, era un dels temples infeudats als senyors de Domanova en el Conflent.

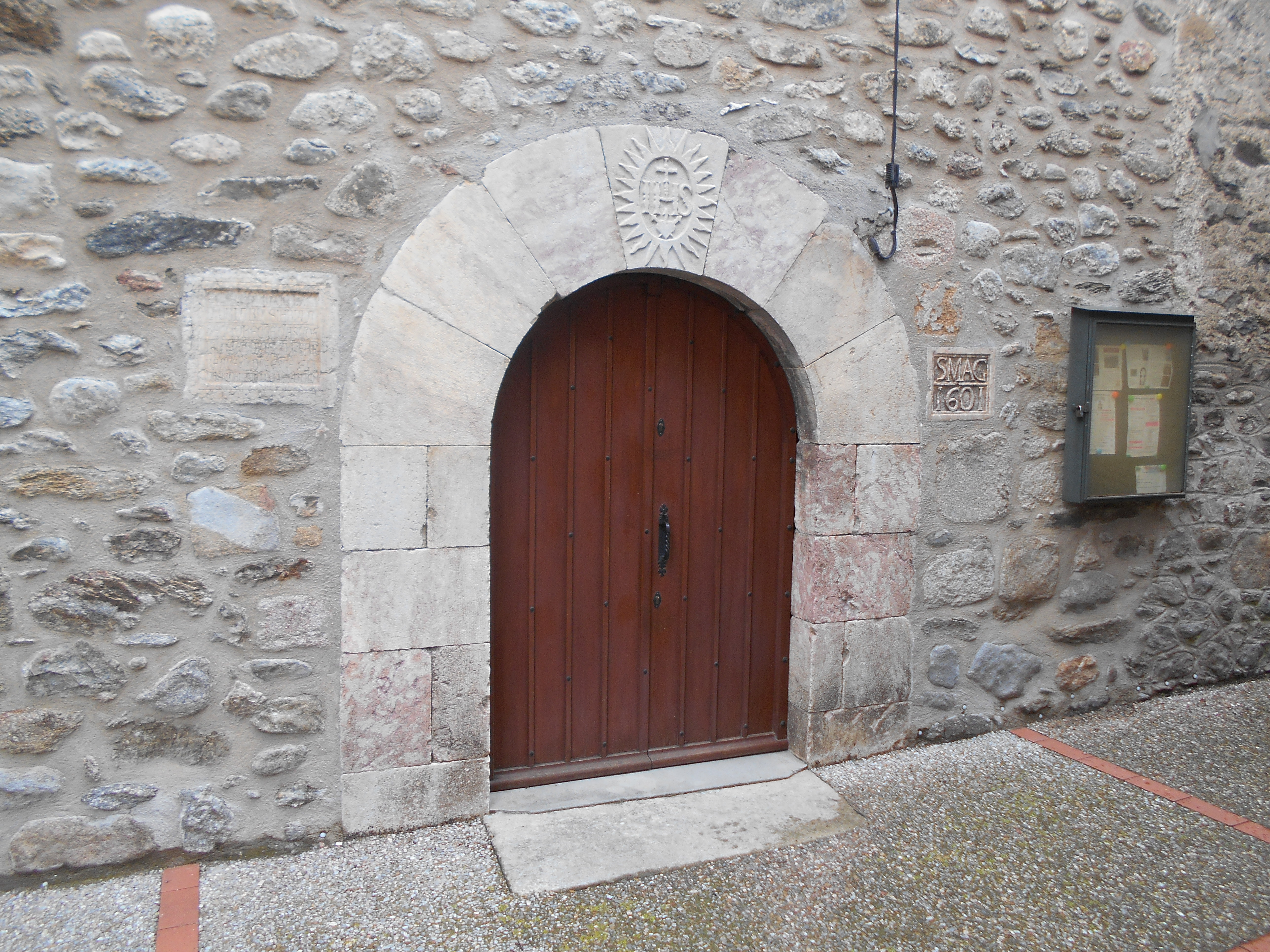
Portal de l'església

A finals del segle xvi l'església romànica amenaçava ruïna, i s'hi feren importants obres al llarg del segle xvii que modificaren substancialment el temple, així com la mateixa cellera, atès que n'ocuparen una bona part.

## L'edifici

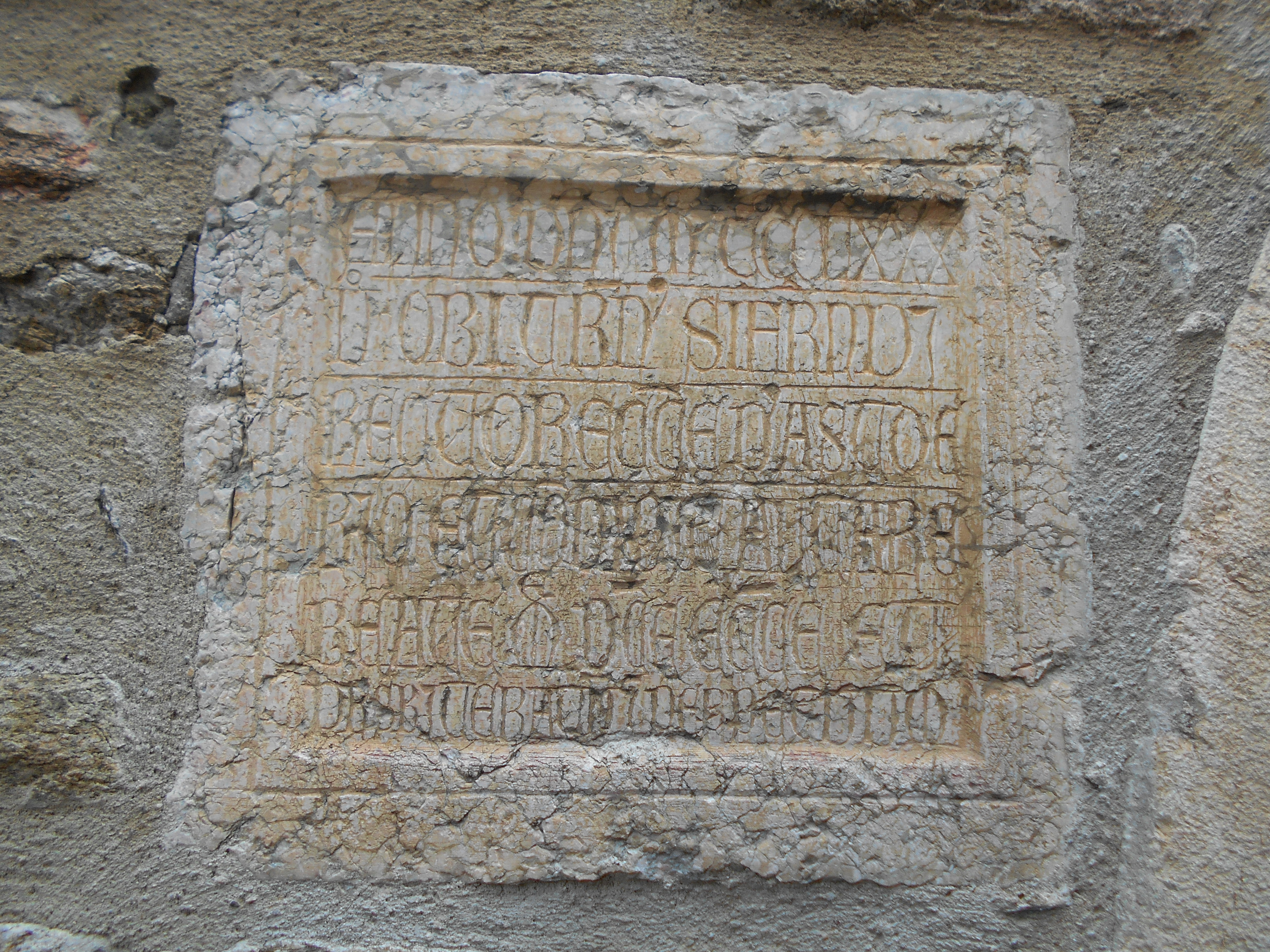
Làpida sepulcral gòtica.

En l'actualitat es poden veure pocs elements del temple romànic original: un arc de mig punt tapiat a la base del campanar, i poca cosa més. Tanmateix, l'absis, quasi del tot immers en les construccions veïnes, i les parets mestres podrien ser també de l'obra original, però tot el conjunt roman sota l'arrebossat.